# Philipp Hacker
Philipp Hacker (* 15. Januar 1985 in Würzburg) ist ein deutscher Rechtswissenschaftler.

## Leben
Nach dem Abitur 2004 am Wirsberg-Gymnasium studierte er als Stipendiat der Stiftung Maximilianeum an der Universität München Jura und absolvierte in Berlin sein Rechtsreferendariat. An der Yale Law School erwarb er 2014 den Master of Laws und promovierte 2016 an der Humboldt-Universität zu Berlin. Er ist seit 2020 Professor der neu gegründeten European New School of Digital Studies an der Europa-Universität Viadrina.

## Schriften (Auswahl)
- mit Wolfgang Fikentscher und Rupprecht Podszun: FairEconomy. Crises, culture, competition and the role of law. Berlin 2013, ISBN 3-642-36106-4.
- Verhaltensökonomik und Normativität. Die Grenzen des Informationsmodells im Privatrecht und seine Alternativen. Tübingen 2017, ISBN 3-16-155135-4.
- Datenprivatrecht. Neue Technologien im Spannungsfeld von Datenschutzrecht und BGB. Tübingen 2020, ISBN 3-16-159617-X.